# 妙福寺 (岡山市)
妙福寺（みょうふくじ）は、岡山県岡山市北区清輝橋にある日蓮宗の寺院。山号は慧日山。旧本山は大本山妙顕寺（四条門流）、奠師法縁。

## 歴史
南北朝時代に妙恩寺として内田郷小原町に創建される。開山は、大僧正大覚妙実。開基は、圓立院日運。開基檀越は、岩成重久、野殿屋三太夫、黒瀬屋嘉太夫。慶長年間（1596年－1615年）には不受不施派禁令により取り壊され祖師像は津山市に退避した。寛永9年（1632年）妙福寺として再興された。昭和20年（1945年）岡山大空襲で諸堂を焼失するが、その年のうちに仮本堂、庫裏を開堂した。昭和36年（1961年）津山へ退避していた祖師像が約350年ぶりに本堂に安置された。昭和50年（1975年）現在の鉄筋コンクリート造の本堂、書院が再建された。平成14年（2002年）立教開宗750周年記念事業として日蓮の銅像が建立された。

## 歴代
- 本堂

- 大覚妙実